# Григорян, Араик Темурович
Араи́к Тему́рович Григоря́н (арм. Արայիկ Գրիգորյան, 10 мая 1963 — село Авшар, Армянская ССР ) — армянский политический деятель и предприниматель.

## Биография
- 1989 — окончил Ереванский институт народного хозяйства. Экономист.
- 1982—1984 — служил в армии.
- С 1989 — работал старшим инспектором в налоговой инспекции Араратского района.
- 1991—1994 — занимался фермерством. С 1984 — председатель совета Авшарского винного завода Араратской области.
- 2003—2007 — был депутатом парламента. Член постоянной комиссии по внешним сношениям. Член фракции «АРФД».
- 12 мая 2007 — вновь избран депутатом. Член фракции «АРФД». Член постоянной комиссии по внешним сношениям.
- 6 мая 2012 — вновь избран депутатом.

## Награды
- Благодарность Президента Российской Федерации (12 февраля 2015 года, Россия) — за большой вклад в развитие российско-армянского сотрудничества и укрепление двусторонних межпарламентских связей[1]
- Медаль «За укрепление парламентского сотрудничества» (24 ноября 2016 года, Межпарламентская ассамблея СНГ) — за особый вклад в развитие парламентаризма, укрепление демократии, обеспечение прав и свобод граждан в государствах — участниках Содружества Независимых Государств[2]